# Faverolles (Haute-Marne)
Faverolles ist eine französische Gemeinde mit 96 Einwohnern (Stand: 1. Januar 2022) im Département Haute-Marne in der Region Grand Est. Sie gehört zum Arrondissement Langres und zum Kanton Langres.

## Geografie
Die Gemeinde Faverolles liegt an der Suize auf dem Plateau von Langres, etwa 13 Kilometer nordwestlich von Langres. Umgeben wird Faverolles von den Nachbargemeinden Marnay-sur-Marne im Norden, Vesaignes-sur-Marne im Nordosten, Rolampont im Osten, Beauchemin im Süden, Marac im Westen sowie Villiers-sur-Suize im Nordwesten.

## Bevölkerungsentwicklung

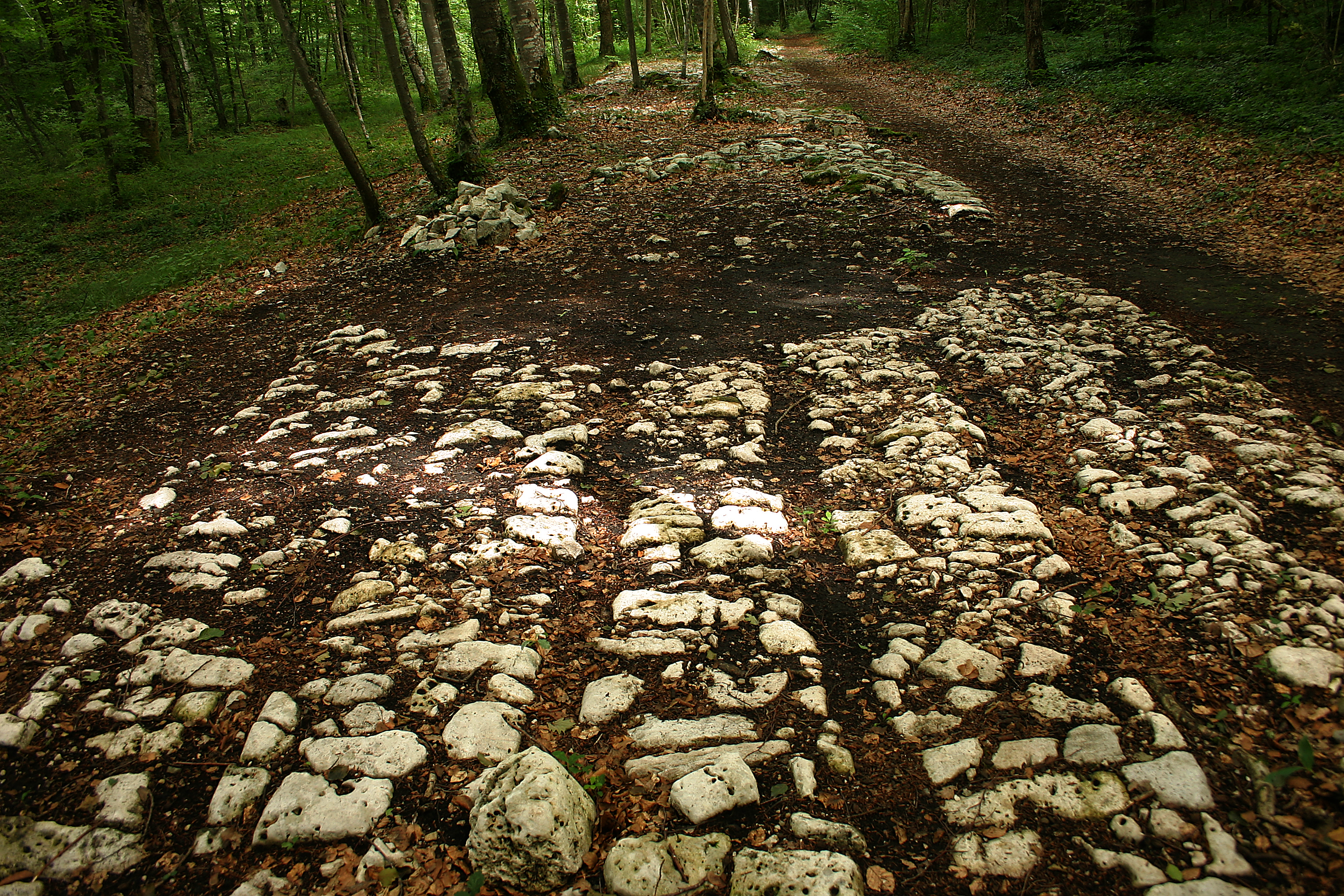
gallorömisches Mausoleum, Monument historique

| Jahr                       | 1962 | 1968 | 1975 | 1982 | 1990 | 1999 | 2008 | 2018 |
| -------------------------- | ---- | ---- | ---- | ---- | ---- | ---- | ---- | ---- |
| Einwohner                  | 117  | 108  | 101  | 98   | 106  | 119  | 119  | 98   |
| Quellen: Cassini und INSEE |      |      |      |      |      |      |      |      |